# Gewone magnolia

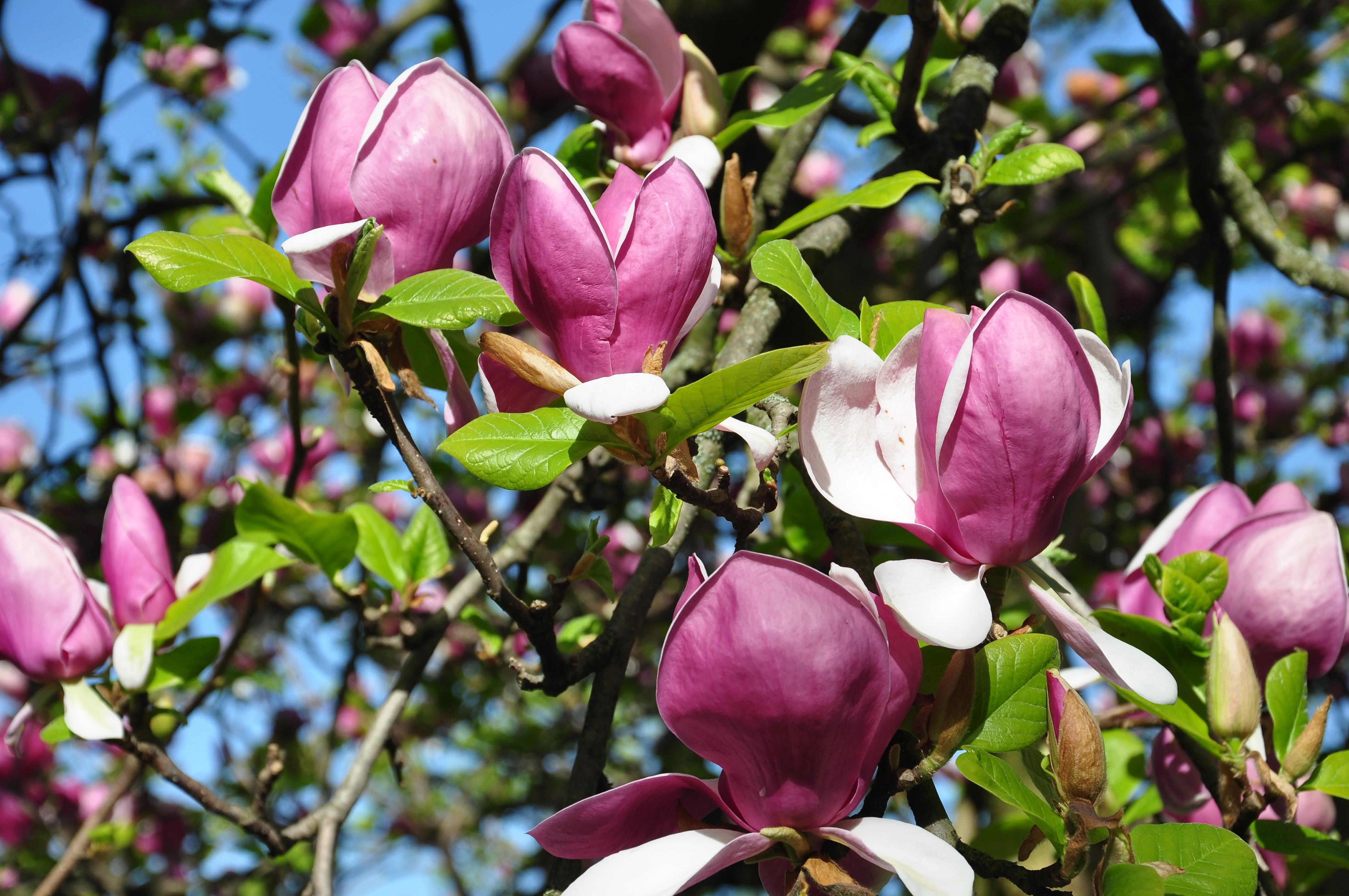
De cultivar 'Lennei' heeft breed kelkvormige bloemen die aan de buitenzijde volkomen paars zijn

Gewone magnolia (Magnolia ×soulangeana) is een nothospecies tussen de soorten Magnolia denudata en Magnolia liliiflora, beide afkomstig uit China. De kruising is in Europa voor het eerst uitgevoerd in of kort voor 1820 door de Fransman Étienne Soulange-Bodin (1774–1846), een oud-officier der cavalerie uit het leger van Napoleon Bonaparte, op zijn landgoed Fromont, nabij Parijs. Hij bevruchtte een uit zaad opgekweekte Magnolia denudata met pollen van Magnolia liliiflora. De zaailingen uit deze kruising begonnen voor het eerst te bloeien in 1826. Ze zijn beter winterhard dan de beide ouders en zijn tegenwoordig zowel in Europa als in de Verenigde Staten en Canada de veruit meest aangeplante magnolia's.

## Beschrijving
Gewone magnolia is een bladverliezende struik of kleine boom die uitbundig bloeit in het vroege voorjaar, nog voordat het blad verschijnt. De bloemen zijn groot, kelk- of schaalvormig, meestal aan de basis roze, rood of paars, naar de top toe wit. Een bloeiende boom maakt van een afstand gezien vaak een roze indruk. Er zijn ook variëteiten met bloemen die anders van vorm of kleur zijn dan die van de typische variëteit. Zo zijn de bloemen van de cultivars 'Lennei Alba' en 'Alba Superba', zoals de naam al verraadt, zuiver wit. De bloemen van de cultivar 'Lennei' (afgebeeld) hebben de vorm van een klassieke bolle kelk, en zijn aan de buitenzijde volledig diep paars, aan de binnenzijde volkomen wit.
Omdat alle afstammelingen van de kruising onder deze naam vallen, dus ook tweede-generatie en verder, maar ook alle terugkruisingen op een van beide ouders, bestaat er een grote verscheidenheid aan vormen en kleuren bij planten die naar deze naam luisteren. Er zijn dan ook nogal wat vormen die opvallend genoeg werden gevonden om ze een cultivarnaam te geven.

## Cultivars
- 'Adral'  R.H. Smith (1964) in: Morris Arboretum Bulletin 15:64
- 'Alba'  J.C. Wister (1956) in: Swarthmore Plant Notes ed. 3, deel 1(1): 86
- 'Alba Superba'  Van Geert ex Graebener (1905) in: Mitt. Deutsch. Dendr. Ges. 14: 37
- 'Alexandrina'  J.C. Wister (1956) in: Swarthmore Plant Notes ed. 3, deel 1(1): 87
- 'Amabilis'  J.C. Wister (1956) in: Swarthmore Plant Notes ed. 3, deel 1(1): 86
- 'André Leroy'  A. Leroy
- 'Atropurpurea'
- 'Beugnon'
- 'Big Pink'
- 'Brozzoni'  A. Leroy
- 'Burgundy'
- 'Bylsiana'
- 'Candolleana'
- 'Coimbra'
- 'Cyathiformis'  Pampanini
- 'Dark Splendor'  Fogg & McDaniel
- 'Deep Purple Dream'  T. Gresham
- 'Dorsopurpurea'
- 'Dottie Grosse'
- 'Early Lennei'
- 'Excelsa'
- 'Fenicchia Hybrid'  R.A. Fenicchia
- 'Fischeri'  Mouillefert
- 'Globuliflora'
- 'Grace McDade'
- 'Grandis'
- 'Hammondii'
- 'Highland Park'
- 'Just Jean'
- 'Lennei'
- 'Lennei Alba'
- 'Lileny'  Pickard
- 'Lilliput'
- 'Lombardy Rose'
- 'Picture'
- 'Purpliana'
- 'Rustica Rubra'
- 'Speciosa'
- 'Spectabilis'
- 'Stricta'
- 'Triumphans'
- 'Verbanica'